# Rijksbufferzone
Een Rijksbufferzone is een gebied in Nederland dat door de rijksoverheid aangewezen is om stedelijke gebieden ruimtelijk te scheiden en daarmee de verstedelijking van het land te geleiden. Het is daarmee een grootschalige vorm van de groene gordel. In het verleden zijn in Nederland negen rijksbufferzones aangewezen, die sindsdien gevrijwaard zijn van grootschalige bebouwing.
Rijksbufferzones vormen in de Randstad een deel van de groene ruimte nabij de steden. De basis voor de rijksbufferzones is gelegd door de Werkcommissie van de Vaste Commissie van de Rijksdienst voor het Nationale Plan die in 1958 in het rapport 'De ontwikkeling van het Westen des lands' voor het eerst 'bufferstroken' introduceerde om de steden niet aaneen te laten groeien.
In de Nota Ruimte is benoemd dat het aanbod van voldoende groene ontspanningsmogelijkheden belangrijk is voor de leefbaarheid, het welzijn en de gezondheid van bewoners en voor de economische concurrentiepositie van Nederland. In de Randstad en in Zuid-Limburg is een deel van deze groene ruimte aangeduid als rijksbufferzone met als doel de groene ruimte binnen de stedelijke netwerken in stand te houden (niet verder verstedelijken) en de (dag)recreatieve functie van deze gebieden te verbeteren.

## Bufferzones
De rijksbufferzones zijn: 
- Amsterdam-Purmerend
- Amsterdam-Haarlem
- Amstelland-Vechtstreek
- Arnhem-Nijmegen-Park Lingezegen) - sinds 2008
- Utrecht-Hilversum
- Den Haag-Leiden-Zoetermeer
- Midden-Delfland
- Oost-IJsselmonde
- Sittard/Geleen-Heerlen
- Maastricht-Sittard/Geleen
- Eindhoven-Helmond

Een voorbeeld van een bufferzone in het buitenland is de Metropolitane Groengordel (Green belt) rond Londen.